# アンドリュー・ラズロ
アンドリュー・ラズロ（Andrew Laszlo, A.S.C., 出生名：László András、1926年1月12日 - 2011年10月7日）は、ハンガリー出身のアメリカ合衆国の撮影監督、ホロコースト生還者。

## 生涯
ハンガリーのヴェスプレーム県パーパ出身。ユダヤ人。そのため、第二次世界大戦中はナチスによって家族はアウシュヴィッツへ送られ（その後死亡）、自身はルーマニア、次いでベルゲン・ベルゼン強制収容所、テレージエンシュタットに送られ、強制労働に従事させられたが、生還した。
戦後の1947年に渡米、写真家兼写真現像所助手として働き始め、その後撮影技師となる。1962年に映画界デビュー。
2011年10月7日、85歳で死去。

## 主なフィルモグラフィー

### 映画
- わかれ道 One Potato, Two Potato (1965)
- THE BEATLES/シェアスタジアム The Beatles at Shea Stadium (1965) ドキュメンタリー映画
- 大人になれば… You're a Big Boy Now (1967)
- 警察がミンスキー劇場をガサ入れした夜 The Night They Raided Minsky's (1968)
- ふたりの天使 Popi (1969)
- おかしな夫婦 The Out of Towners (1970)
- ふたりの誓い Lovers and Other Strangers (1970)
- フクロウと子猫ちゃん The Owl and the Pussycat (1970)
- わが心の天使 Jennifer on My Mind (1971)
- 続・おもいでの夏 Class of '44 (1974)
- 祖国なき男 The Man Without a Country (1973) テレビ映画
- 34丁目の奇跡 Miracle on 34th Street (1974) テレビ映画
- シャレード'79 Somebody Killed Her Husband (1978)
- ウォリアーズ The Warriors (1979)
- 将軍 SHŌGUN Shōgun (1980) テレビ映画
- ファンハウス/惨劇の館 The Funhouse (1981)
- サザン・コンフォート/ブラボー小隊 恐怖の脱出 Southern Comfort (1981)
- 探偵マイク・ハマー 俺が掟だ! I, the Jury (1982)
- ランボー First Blood (1982)
- カムバック Love Is Forever (1983) テレビ映画
- ストリート・オブ・ファイヤー Streets of Fire (1984)
- 誘惑 Thief of Hearts (1984)
- ザッツ・ダンシング! That's Dancing (1984) ドキュメンタリー映画
- レモ/第1の挑戦 Remo Williams: The Adventure Begins (1985)
- ポルターガイスト2 Poltergeist II: The Other Side (1986)
- インナースペース InnerSpace (1987)
- スタートレックV 新たなる未知へ Star Trek V: The Final Frontier (1989)
- ゴースト・パパ Ghost Dad (1990)
- ニュージーズ Newsies (1992)

### テレビドラマ
- 裸の町 Naked City (1958 - 1963)
- The Nurses (1964 - 1965)
- コロネットブルーの謎 Coronet Blue (1967)
- デイン家の呪い The Dain Curse (1978) ミニシリーズ
- 将軍 SHŌGUN Shōgun (1980) ミニシリーズ